# Oregon (Missouri)
Oregon – miasto w Stanach Zjednoczonych, w stanie Missouri, siedziba administracyjna hrabstwa Holt.